# Juanfernandezia melanocephala
Genre
Synonymes
- Malkinia Millidge, 1991

Espèce
Synonymes
- Malkinia melanocephala Millidge, 1991

Juanfernandezia melanocephala, unique représentant du genre Juanfernandezia, est une espèce d'araignées aranéomorphes de la famille des Linyphiidae.

## Distribution
Cette espèce est endémique de l'archipel Juan Fernández au Chili. Elle se rencontre sur l'île Alejandro Selkirk.

## Description
Les femelles mesurent de 3,0 à 3,1 mm.

## Étymologie
Ce genre est nommé en référence au lieu de sa découverte, l'archipel Juan Fernández, c'est un nom de remplacement pour Malkinia Millidge, 1991 nommé en l'honneur de Borys Malkin qui est préoccupé par Malkinia Piza, 1979 dans les orthoptères.

## Publications originales
- Millidge, 1991 : Further linyphiid spiders (Araneae) from South America. Bulletin of the American Museum of Natural History, no 205, p. 1-199 (texte intégral).
- Koçak & Kemal, 2008 : New synonyms and replacement names in the genus group taxa of Araneida. Centre for Entomological Studies Miscellaneous Papers, no 139/140, p. 1-4 (texte intégral).